# Кукман, Джон
Джон Эмори Кукман (англ. John Emory Cookman; 2 сентября 1909, Энглвуд — 19 августа 1982, Платсберг) — американский хоккеист, нападающий, серебряный призёр зимних Олимпийских игр 1932 года и предприниматель.

## Биография
Учился в колледже Филлипс Экзетер и в Йельском университете. Занимался американским футболом, теннисом и хоккеем. В 1931 году окончил Йельский университет, в 1932 году выступал за сборную США по хоккею с шайбой на зимних Олимпийских играх в Лейк-Плэсиде и завоевал серебряные медали. Позднее работал вице-президентом компании Benson & Hodges, с 1954 года сотрудник компании Philip Morris. Занимал пост в совете директоров в 1963—1978 годах, в 1967 году стал исполнительным финансовым директором компании, в 1970 году — старшим вице-президентом.